# Bassariscus
Cet article possède un paronyme, voir Bassari.
Genre
Le genre Bassariscus (en français, bassaris) comprend des espèces de mammifères appartenant à la famille des Procyonidae.

## Liste d'espèces
Ce genre comprend les espèces suivantes :
- †Bassariscus antiquus
- Bassariscus astutus (Lichtenstein, 1830) — Bassaris rusé
- †Bassariscus minimus
- Bassariscus sumichrasti (Saussure, 1860) — Bassaris d'Amérique Centrale[1]